# Socorro
Socorro este un oraș în São Paulo (SP), Brazilia.